# Судан на літніх Олімпійських іграх 2012
Судан брав участь у Літніх Олімпійських іграх 2012 року в Лондоні в одинадцятий раз. Країну представляло 6 спортсменів у 2 видах спорту (легка атлетика і плавання), проте жоден із них не завоював медалі. Найвищим досягненням стало сьоме місце легкоатлета Абубакера Какі. Прапороносцем був призер минулих Ігор Ісмаїл Ахмед Ісмаїл.